# Nuptse
Nuptse eller Nubtse (Sherpa: ནུབ་རྩེ། नुबचे, Wylie: Nub rtse) er et bjerg i Khumbu-regionen i bjergkæden Mahalangur Himal. Nuptse er beliggende i Solukhumbu-distriktet, i Nepal. Toppen ligger på 7 861 meter over havet og og to kilometer vestsydvest for Mount Everest.

## Beskrivelse
Nup-tse er tibetansk og betyder “vestlige topper” og er en beskrevet af positionen i Lhotse-Nuptse-massivet. Hoveddelen af massivet, som er skilt fra Lhotse af en 7556 meter høj sadel, har syv toppe og går i vestnordvestlig retning frem til en klippe som falder mere end 2300 meter ned til Khumbu-gletsjeren.
De syv navngivne toppe ved Nuptse:
- Nuptse I – 7861 m.o.h.
- Nuptse II – 7827 m.o.h.
- Nuptse Shar I – 7804 m.o.h.
- Nuptse Nup I – 7784 m.o.h.
- Nuptse Shar II – 7776 m.o.h.
- Nuptse Nup II – 7742 m.o.h.
- Nuptse Shar III – 7695 m.o.h.

Nærmeste Nuptses syv toppe befinder sig bjergene Chukhung, Mount Everest, Lhotse, Chukhung Ri, Kongma Tse og Khumbutse, , med stigende afstande. Afstanden til Mount Everest er omkring 2 km.
Fra vest og syd er Nuptse et stejlt og imponerende bjerg. Men fra nord og øst er det mindre imponeret og har en primærfaktor på kun 319 meter. Det er derfor på trods af sin højde over havets overflade at Nuptses ikke placeret blandt de højeste bjerge.
Bjerget er afvandingsområde til Ganges og dermed til Den Bengalske Bugt.

## Klatrehistorie
At bestige Nuptse er meget risikabelt på grund af den store mængde løs sne med mange hulrum og store overhæng. Dette medfører en hindring for sikker klatring, eftersom sneen ikke er stabil nok. 
Hovedtoppen, Nuptse I blev besteget først af en ekspedition ledet af Joe Walmsley. Dennis Davis og Tashi Sherpa som nåede toppen den 16. maj 1961 og dagen efter også ekspeditionsmedlemmer Chris Bonington, Les Brown, James Swallow og Pemba Sherpa. Den vej de valgte kaldes Scott-ruten. Efter den første bestigningen har den kun været klatret to gange mellem 1961 og 1996.
I slutningen af 1990'erne blev interessen for klatring af Nuptse større. De valgte ruter har været på vest, syd og nord væggen.
I 2013 besteg den britiske klatrer Kenton Cool Nuptse som en del i "Triple Crown" eller "Everest-trilogien", Mount Everest, Lhotste og Nuptse under en og samme sæson.
Den 30. april 2017 omkom den schweiziske bjergbestiger Ueli Steck i en ulykke under akklimatisering ved den nordlige væg af Nuptse.